# Pelmatosilpha micra
Pelmatosilpha micra är en kackerlacksart som beskrevs av Morgan Hebard 1919. Pelmatosilpha micra ingår i släktet Pelmatosilpha och familjen storkackerlackor. Inga underarter finns listade i Catalogue of Life.